# سیتی آو واشینگتون (کشتی)
سیتی آف واشینگتن (کشتی) (به انگلیسی: City of Washington (ship)) یک کشتی بود. این کشتی در سال ۱۸۷۷ ساخته شد.